# Голер (Австралия)
Голер (англ. Gawler) — город в штате Южная Австралия, первый, образованный в этом штате. Город назван в честь второго губернатора (представителя британского вице-короля) колонии Южной Австралии, Джорджа Гоулера. Расположен в 44 км к северу от центра столицы штата Аделаиды, и недалеко от винодельческого района Barossa Valley. Топографически Гоулер находится в месте слияния двух притоков реки Голер, и рек Норт-Пара и Саут-Пара.

## История
Город был образован как результат компании по продаже земель в штате Южная Австралия. Стоимость земли составляла в 1 £ за 1 акр, при этом Голер продавался единой площадью в 4000 акров (1600 га). Эта территория досталась Генри Дундасу Мюррею и Джону Риду совместно с синдикатом из десяти других колонистов.
В городе, по примеру Аделаиды, был разработан генеральный план при участии колониального инспектора Уильяма Лайта, а проект предоставил Уильям Якоб. Лайт при этом учёл географические особенности местности, поэтому центр города имеет треугольную форму. В качестве сетки для формирования улиц использована квадратная миля. Также предусмотрены парки вдоль берегов рек и предпочтение отдано викторианскому стилю, и Лайту было известно, что он планировал деревню, а не мегаполис.

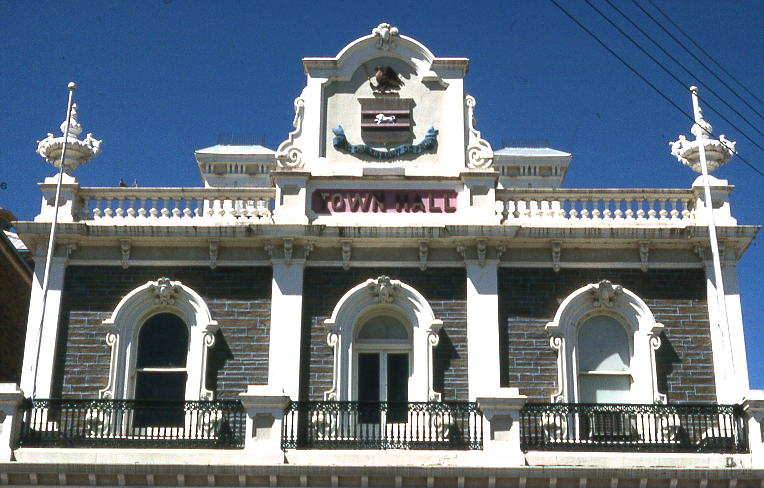
Ратуша

Развитие город получил с открытием меди неподалёку, и Голер становится местом отдыха при остановке из Аделаиды. Позже развились различные отрасли промышленности, включая мукомольное дело и производство котлов для локомотивов.
В конце 19, в начале XX веков город пережил скромный культурный рассвет, из-за чего Голер прозвали «колониальные Афины». Верхом достижения для города явилось написание гимна Австралии в 1859 году, за четыре десятилетия до получения независимости.
С 1879 по 1931 годы в городе в качестве общественного транспорта использовалась конка.

## Известные жители
В городе жил и скончался Джон Мак-Кинлей — австралийский путешественник, уроженец Шотландии.